# Шалев, Ицхак
Ицхак Шалев (1919, Тверия, Израиль — 1992, Иерусалим) — израильский поэт и писатель, профессиональный педагог. Жил и работал в Иерусалиме.
Один из основателей Движения за неделимый Израиль.

## Биография и творчество
С трёхлетнего возраста жил в Иерусалиме. После учительской семинарии начал работать учителем в средних школах Иерусалима, преподавал в учительской семинарии и в Еврейском университете в Иерусалиме. Как знаток иврита выступал консультантом Академии языка иврит, участвовал в работе правительственной комиссии по присвоению имен и названий.
Стихи Шалева стали появляться в 1940-х гг. в журнале «Мознаим» и в газете «Давар», после его произведения стали печататься практически во всех периодических и литературных изданиях страны. В период с 1951 по 1987 в Израиле были изданы несколько поэтических сборников и пять романов. На русский язык переведен (на момент 2020 года) только роман «Дело Габриеля Тироша». Он повествует о жизни израильских старшеклассников в период становления страны и их участии в вооруженной борьбе за существование Израиля и израильтян. Также является автором поэмы «Крестоносцы» и «Песни Иерусалима».

## Семья
Сын — Меир Шалев (1948—2023), писатель. 
Был женат на детской поэтессе Батье Бен-Барак.